# Nadabius phanus
Nadabius phanus är en mångfotingart som beskrevs av Chamberlin 1941. Nadabius phanus ingår i släktet Nadabius och familjen stenkrypare. Inga underarter finns listade i Catalogue of Life.